# Castel Malosco
Castel Malosco ist eine Höhenburg in Malosco, einer Fraktion der Gemeinde Borgo d’Anaunia im Trentino, die im Laufe der Jahrhunderte in ein Schloss umgewandelt wurde.

## Geschichte
Die Burg war Sitz des gleichnamigen Geschlechts, Ministeriale der Bischöfe von Trient. Ihr Stammwappen mit der Rose war das Gemeindewappen von Malosco. Der Bau dürfte als Stützpunkt zur Aufsicht und Kontrolle eines Wegnetzes entstanden sein. 1228 machte Peter von Malosco sein Testament und vererbte den Besitz an seine Brüder Berthold und Heinrich von Malosco. 1347 versetzte Heinrich von Boymont, genannt Martein, seinen Neffen Ulrich Käfer von Boymont für eine Schuld von 600 Mark Berner „sein Gesäs und Thurm zu Maluse auf dem Nons“. Nachdem der ältere Familienzweig 1512 erlosch, belehnte der Bischof von Trient Georg III. am 14. Mai 1512 seinen Bruder Eustach von Neideck († 1533), Hauptmann von Riva, mit dem „Schloss Malusk und Zugehör, so wie es zuvor Niclas von Malusk innegehabt“. Am 3. Oktober 1553 erhielt das Lehen Otto von Neidegg, kaiserlicher Rat und Kämmerer.
Im Laufe der Jahrhunderte verlor die Anlage ihre Wehrfunktion. Wie aus dem Wappenstein mit der Jahreszahl 1576 hervorgeht ließ der kaiserliche Hauptmann Hieronymus Quarient zu Seregnano das Schloss umbauen. Die Familie Guarienti von Seregnano und Malosco erhielt am 2. Mai 1716 das Grafendiplom und ist 1820 im Mannesstamm erloschen.
Eine weitere tiefgreifende Veränderung erfuhr das Gebäude als es 1863 vom österreichischen Staat zum Sitz des Bezirksgerichts Fondo umgebaut wurde. In dem Gebäude verrichtete später der Vater des Malers Fortunato Depero seinen Dienst. Das Schloss war nach 1918 im Eigentum des italienischen Staates. Bis in die 1980er Jahre wurde der Bau von verschiedenen Behörden genutzt. In den 1990er Jahren ging er in den Besitz der Provinz Trient über. Über eine Weiternutzung des renovierungsbedürftigen, leerstehenden Castel Malosco wurde seitdem mehrmals ergebnislos diskutiert.

## Beschreibung
Der älteste Teil des Baus ist der Bergfried, der von einem jüngeren viereckigen Gebäudeteil aus dem 16. Jahrhundert umschlossen ist. Die Anlage umgibt noch teilweise eine Ringmauer mit Zinnen.

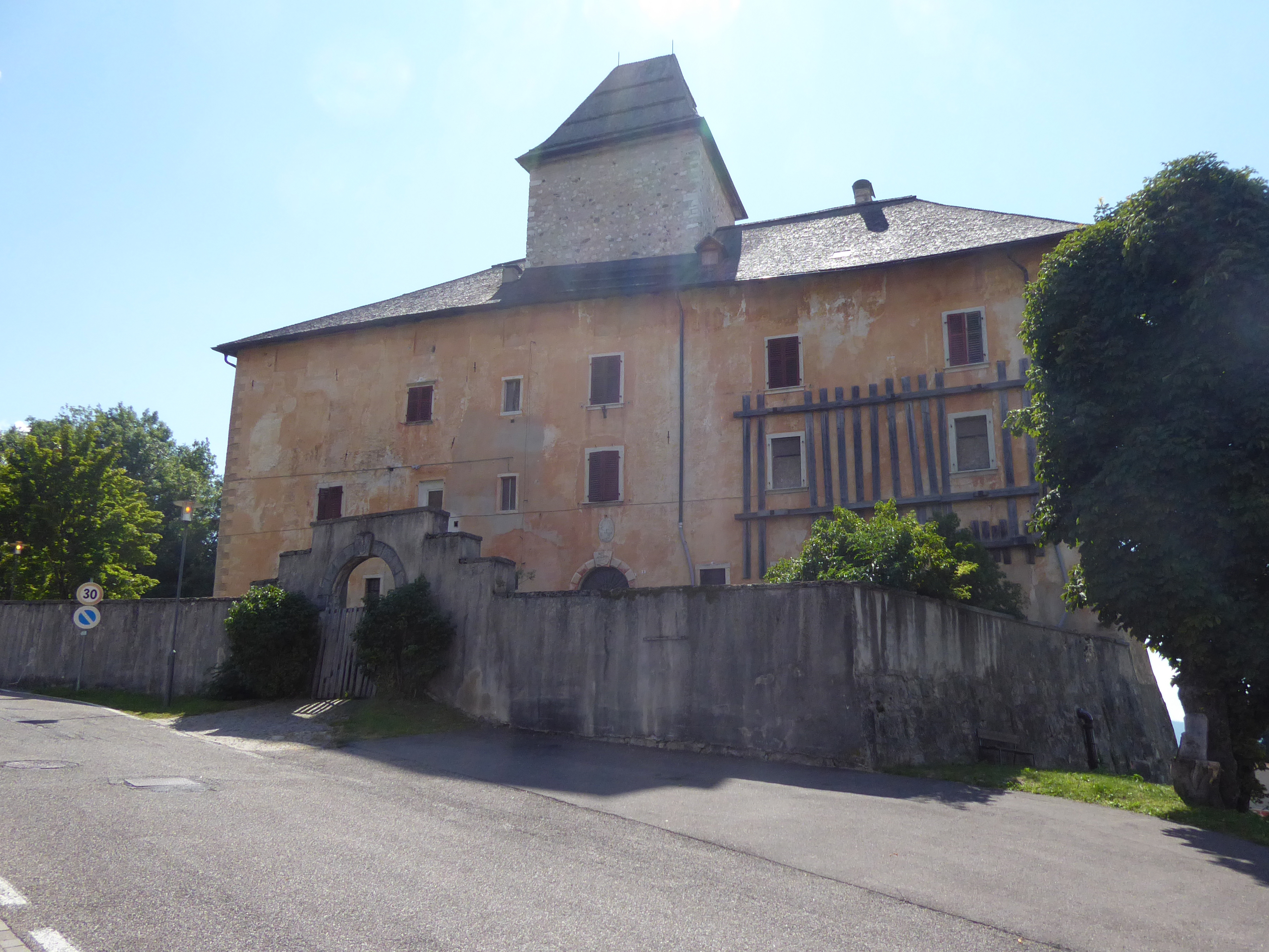
Nordseite mit Eingangsportal
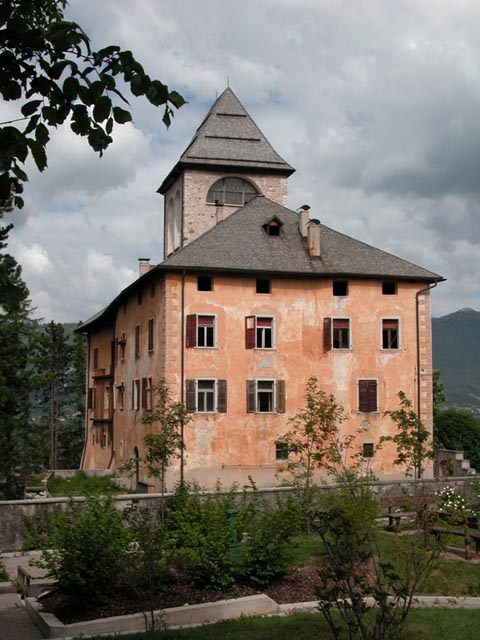
Ostseite